# Trichocera annulata
Trichocera annulata is een muggensoort uit de familie van de wintermuggen (Trichoceridae). De wetenschappelijke naam van de soort is voor het eerst geldig gepubliceerd in 1818 door Meigen. Hij komt voor in Europa en Noord-Amerika. In Noord-Amerika is het bekend van het zuiden van Alaska tot Californië en Newfoundland. Het is een geïntroduceerde soort in Nieuw-Zeeland.